# MPICH
MPICH ist eine freie portable Implementierung des MPI. MPI ist ein Standard für Datenaustausch mit Nachrichten in verteilten Rechnernetzen, die zum Parallelrechnen eingesetzt werden. MPICH ist Freie Software und für die meisten Unix- und Linux-Plattformen, Mac OS X und Microsoft Windows verfügbar. MPICH ist eine Programmbibliothek.
Die erste Implementierung von MPICH ist MPICH1 und implementiert den MPI-Standard in Version 1.1. Derzeit ist die aktuelle Implementierung MPICH2 für MPI 2.0. Datenaustausch zwischen verschiedenen Hardwareplattformen wird noch nicht unterstützt.